# 请你不要担心
《请你不要担心》（韓語：걱정 말아요 그대）是一首由韩国流行乐队野菊花（들국화）主唱全仁权所创作的韩国流行歌曲，收录于2004年所发布的专辑《전인권과 안 싸우는 사람들》中。不過這首歌被指抄襲德文歌。